# Отпариватель

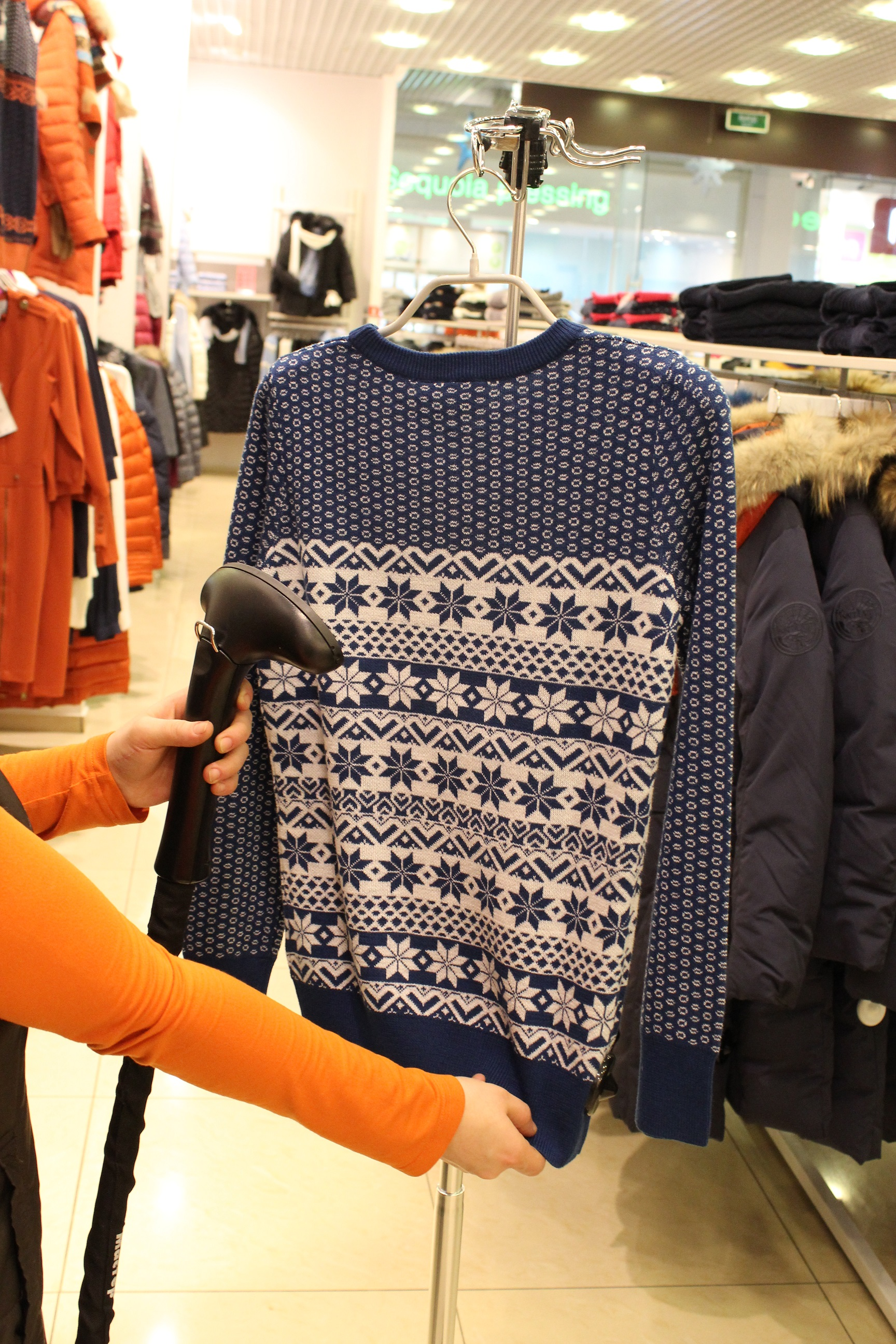
Отпариватель в магазине одежды

Отпариватель для одежды (англ. Clothes steamer) — устройство для разглаживания (отпаривания) изделий из ткани с помощью потока горячего пара. Первый отпариватель был запатентован в 1940 году в США компанией Jiffy Steamer и предназначался для восстановления форм модных в то время фетровых шляп.
Используется как в быту, так и в профессиональных учреждениях (гостиницах, бутиках одежды и т. д.).

## Устройство
Классический отпариватель для одежды состоит из парового утюжка, телескопической стойки с вешалкой для одежды, шланга для подачи пара и парогенератора, помещенного в пластиковый корпус. Также бывают ручные отпариватели, по внешнему виду напоминающие электрический чайник.
Различают следующие характеристики отпаривателей:
- размер,
- мощность,
- объём резервуара для воды,
- наличие и мощность давления пара (обычно в барах),
- наличие дополнительных функций.

## Принцип действия
Принцип действия отпаривателя для одежды основан на свойстве горячего пара распрямлять волокна ткани, придавая изделию опрятный вид.
Основными компонентами классического отпаривателя являются:
- Парогенератор. Общее название устройства для генерации пара. Парогенератор включает в себя бойлер, ТЭН, насос для подкачки воды, панель управления и корпус прибора;
- Бойлер или паровой котел, помещенный в пластиковый корпус. Сюда заливается вода из которой путём нагревания образуется пар;
- Шланг для подачи пара. Крепится к парогенератору. Через него нагретый пар подается в паровой утюжок;
- Паровой утюжок. Устройство, с помощью которого непосредственно осуществляется отпаривание. Имеет несколько отверстий (чаще всего 6), на сопле для выпуска пара. Иногда паровые утюжки снабжены нагревательным элементом, препятствующим возникновению конденсата. Паровой утюжок, изготовленный из металла, позволяет сочетать функции отпаривателя и утюга;
- Телескопическая стойка. На неё помещаются вешалка для одежды и паровой утюжок;
- Вешалка позволяет вешать одежду на стойку в вертикальном положении, наиболее удобном для отпаривания. В связи с этим устройство нередко именуют вертикальным отпаривателем.

## Разновидности
Среди модификаций современных отпаривателей различают:
- ручные отпариватели;
- напольные отпариватели;
- самотечные отпариватели;
- отпариватели с давлением пара;
- мультифункциональные отпариватели.

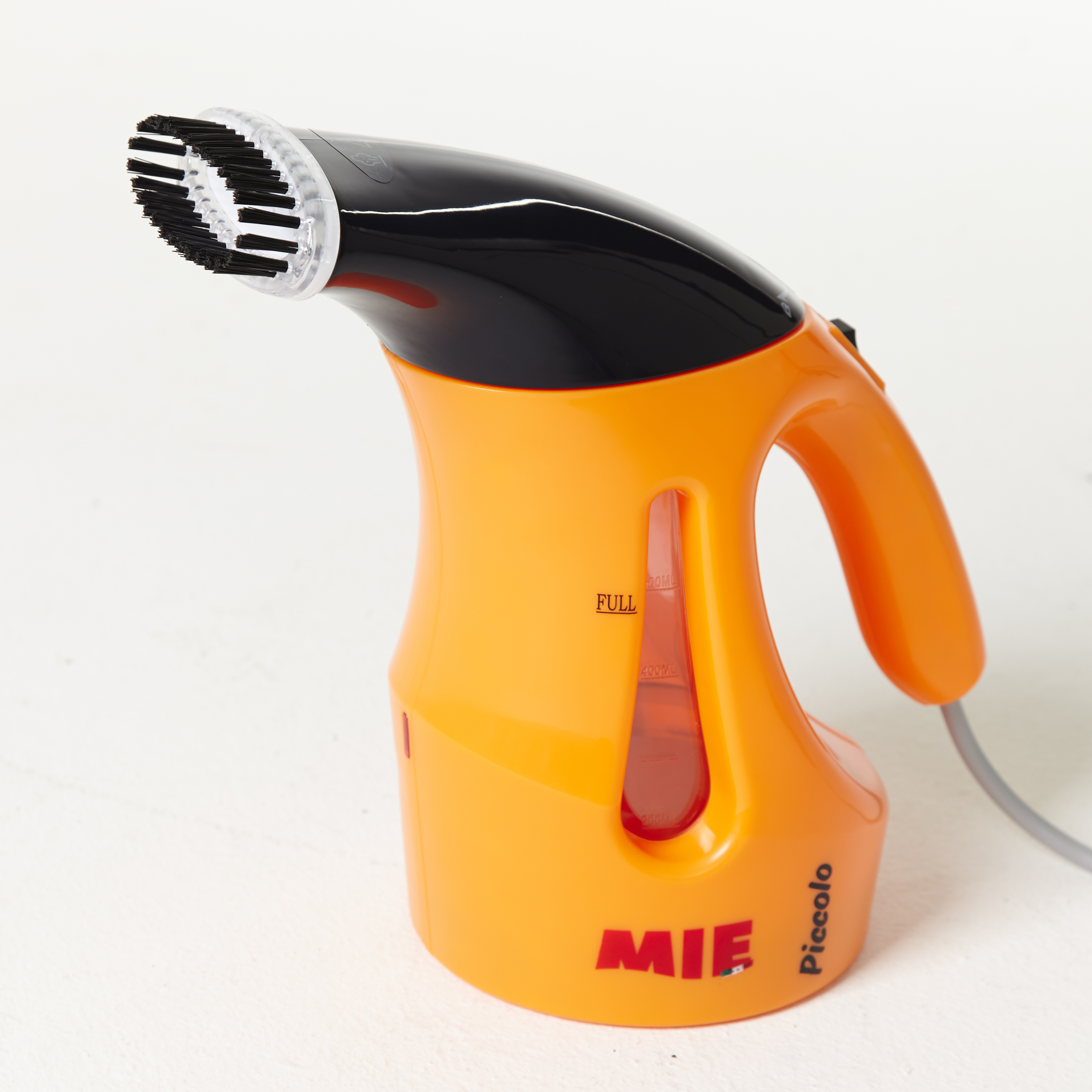
Ручной отпариватель

### Ручной отпариватель
По своему внешнему виду ручной отпариватель напоминает электрический чайник. Данное устройство обладает небольшой мощностью и используется в основном для отпаривания изделий из лёгких тканей либо, благодаря своей компактности, как походный прибор (в путешествии, командировке и т. д.).

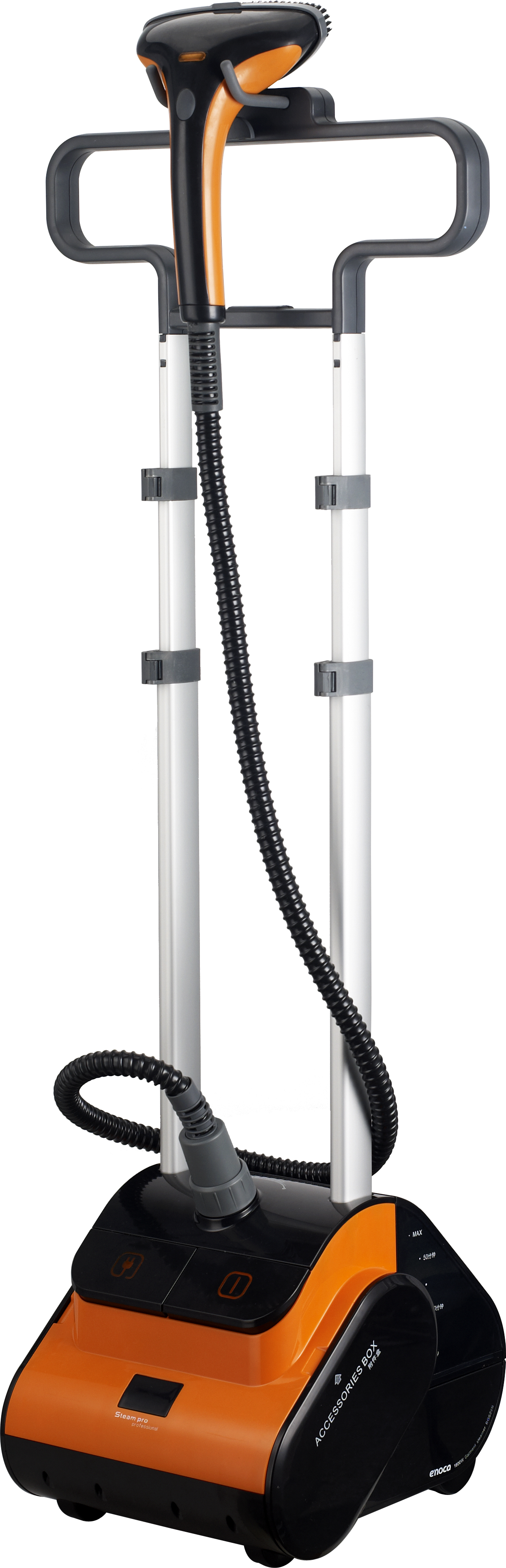
Напольный отпариватель

### Напольный отпариватель
Напольный отпариватель принято считать классическим. Он устанавливается на горизонтальной поверхности для вертикального отпаривания изделий. Такие отпариватели нередко снабжены колесиками для удобства перемещения. Напольные отпариватели бывают самотечными и с давлением пара.

### Самотечный отпариватель
После появления на рынке отпаривателей с давлением пара, обычные приборы начали называть самотечными. Принцип работы самотечного отпаривателя основан на прохождении воды через специальную металлическую трубку с ТЭНом и образовании пара.

### Отпариватель с давлением пара
Более новая модификация отпаривателя, чем самотечный. Образуемый пар в таком отпаривателе поступает в паровой шланг не сразу, а задерживается и накапливается внутри парового котла при помощи специального клапана, создавая давление. Датчик фиксирует оптимальное давление пара (до 3-х бар) и лишь тогда выпускает его наружу, что делает поток пара более мощным. Кроме того, датчик давления уберегает прибор от чрезмерных нагрузок и повреждений. Мощная струя пара лучше проникает в волокна ткани и эффективней их распрямляет.

### Мультифункциональный отпариватель
Некоторые модели отпаривателей для одежды дополнительно снабжены специальными насадками, позволяющими использовать прибор, как пароочиститель и даже, как утюг с парогенератором. Такие отпариватели принято называть многофункциональными или мультифункциональными.

## Сравнение отпаривателя для одежды иутюга
Отпариватель для одежды хоть и является альтернативой утюгу, однако не служит ему полной заменой. Изделия изо льна, хлопка и других натуральных тканей, а также постельное бельё проще разгладить с помощью утюга.
Отпариватель позволяет без дополнительных приспособлений (гладильных досок и т. д.) привести в порядок изделия из трикотажа, синтетики, вельвета, а также отгладить вещи с декоративными элементами, не терпящими жара утюга. Кроме того, с помощью отпаривателя можно придать блеск изделиям из деликатных тканей.